# Ракитница (Брегово)
Ракитница (буг. Ракитница) је село на северозападу Бугарске у општини Брегово у Видинској области. Према подацима пописа из 2021. године село је имало 302 становника.
Крајем 18. и почетком 19. века у село се настанио значајан број досељеника из Тетевена али се временом изгубио њихов карактеристичан централнобалкански говор. Касније у насеље се досељују и Власи из западне Влашке, па је насеље било подељено на два засеока која су се временом ујединила.

## Демографија
Према подацима пописа из 2021. године село је имало 302 становника што је мање за четвртину у односу на 2011. када је било 403 становника. Већину становништва чине Бугари.
| Етнички састав према попису из 2011.‍ | Етнички састав према попису из 2011.‍ | Етнички састав према попису из 2011.‍ | Етнички састав према попису из 2011.‍ | Етнички састав према попису из 2011.‍ |
| ------------------------------------ | ------------------------------------ | ------------------------------------ | ------------------------------------ | ------------------------------------ |
|                                      |                                      |                                      |                                      |                                      |
| Бугари                               | Бугари                               |                                      | 398                                  | 98,76%                               |
| Остали                               | Остали                               |                                      | 4                                    | 0,99%                                |
| Нису одговорили                      | Нису одговорили                      |                                      | 1                                    | 0,25%                                |